# مدلین منینگ
مَدلین مَنینگ (انگلیسی: Madeline Manning؛ زادهٔ ۱۱ ژانویهٔ ۱۹۴۸) دونده اهل ایالات متحده آمریکا است.
وی در مسابقات کشوری و بین‌المللی در مجموع برندهٔ ۳ مدال طلا، ۱ مدال نقره شده‌است.